# 小花 (电影)
《小花》是一部1979年中国电影，由女导演张铮执导，編劇前涉改编自他创作的小说《桐柏英雄》。由北京电影制片厂制作，1979年在中国大陆公映，获得极大的成功。影片通过永生、小花、翠姑三兄妹经过战火洗礼终于团聚的故事，表现了桐柏山军民在斗争中的家庭亲情和感情。主题曲《妹妹找哥泪花流》及插曲《绒花》由李谷一演唱。在1980年首播后立刻引起轰动，获第三届电影百花奖上获最佳故事片奖。陈冲凭借本片获第三届百花奖最佳女演员奖通以及南斯拉夫第九届“为自由而斗争”电影节最佳女演员奖。

## 剧情
1930年，鄂豫交界处的桐柏山区有姓赵贫困人家，将不满周岁的女儿小花卖给人家。当晚，伐木工人何向东将撤退红军董向坤和周医生的女儿董红果寄养在赵家，因董红果和小花同岁，就改名也叫小花。何向东又把真小花赎出，收养在何家，改名何翠姑。
十七年后，中国人民解放军进入桐柏山区，已经十八岁的赵小花（董红果）到部队中寻找两年前为躲避抓丁投奔共產黨队伍的哥哥赵永生，没想到赵永生在一次战斗中负伤掉了队。小花没有找到哥哥，却遇到团部卫生队的周医生，母女相见不相识，周医生把小花认作了干女儿。
这时何翠姑已经成为中国共产党的游击队长，救了身负重伤的赵永生，但并不知道他就是自己的亲哥哥。
在攻打县城的战斗中，小花（董红果）与哥哥赵永生相逢。翠姑偶然与养父何向东谈起小花找哥哥的事情，才得知自己是真正的小花。后来翠姑在一次战斗中为营救小花而身负重伤。战斗结束后，小花（董红果）和亲生父母相认。永生去战地医院看望翠姑。翠姑在昏迷中断断续续地呼喊哥哥，众人不禁热泪盈眶。

## 演员

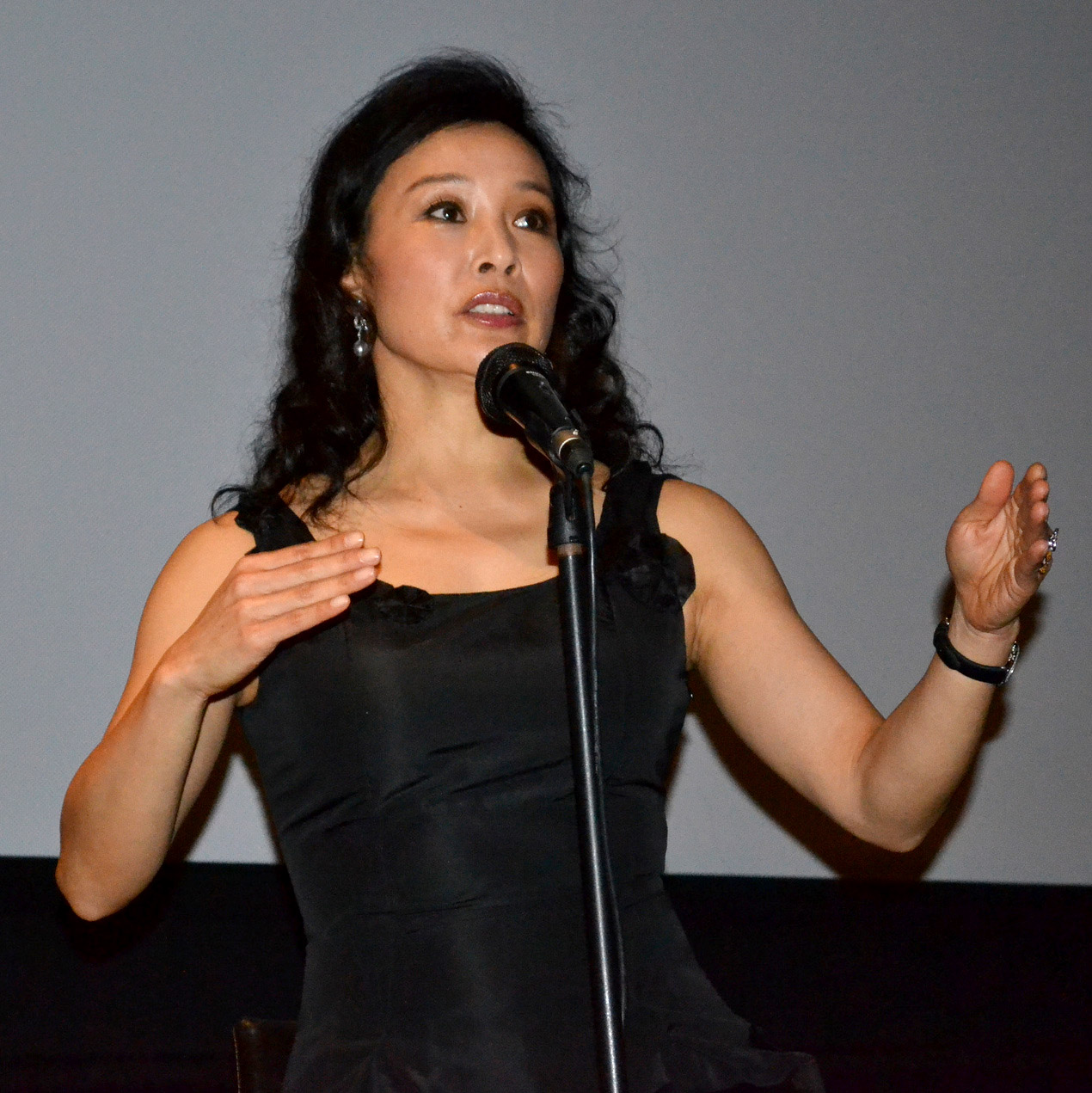
陈冲是电影《小花》主要演员之一。

- 刘晓庆，饰何翠姑，原名赵小花，赵永生亲生妹妹， 何向东养女
- 唐国强，饰赵永生
- 陈冲，饰赵小花，原名董红果，和赵永生从小一起长大，认为赵永生是哥哥
- 葛存壮，饰丁叔恒，保安司令，绰号丁大牙
- 傅祖成，饰董向坤，何翠姑生父
- 白莉，饰周医生	，何翠姑生母
- 周森冠，饰何向东，何翠姑养父
- 徐光明，饰介茂春
- 徐元奇，饰耿连长
- 李世江，饰张江
- 李小婉，饰大莲
- 张跃萍，饰小莲
- 赵万德，饰徐文庭
- 邱丽莉，饰文庭嫂
- 袁苑，饰张川
- 隋永清，饰丁梅霜，丁叔恒的女儿

## 奖项
1980年第三届百花奖
- 最佳故事片奖
- 最佳女演员奖（陈冲）
- 最佳摄影奖
- 最佳音乐奖